# Laureà Dalmau i Pla
Laureà Dalmau i Pla (Agullana, Gerona; 1886-Gerona; 1969) fue un médico y político español.
Fue miembro del Partido Catalanista Republicano, miembro de la Diputación de la Generalidad (1931) y diputado al Parlamento de Cataluña por Esquerra Republicana de Catalunya (1932). Fue vocal de la subponencia de sanidad del Consejo Asesor de la Generalidad de Cataluña. Se exilió en Perpiñán y Montpellier en 1939 y regresó a Gerona en 1948.
Es padre del también médico y político Francesc Dalmau i Norat.